# Свічкареве
Свічкаре́ве — село в Україні, у Білицькій селищній громаді Полтавського району Полтавської області. Населення становить 668 осіб.

## Географія
Село Свічкареве знаходиться за 3 км від правого берега річки Великий Кобелячок. На відстані 3 км розташовані села Марківка та Попове. Село оточене великим садовим масивом. Поруч проходить автомобільна дорога Н31.

## Історія
12 червня 2020 року, відповідно до розпорядження Кабінету Міністрів України № 721-р «Про визначення адміністративних центрів та затвердження територій територіальних громад Полтавської області», село увійшло до складу Білицької селищної громади.
19 липня 2020 року, в результаті адміністративно - територіальної реформи та ліквідації  Кобеляцького району, село увійшло до складу новоутвореного Полтавського району.

## Населення
Населення становить 466 осіб станом на 2021 рік.

### Мова
Розподіл населення за рідною мовою за даними :
| Мова            | Кількість | Відсоток |
| --------------- | --------- | -------- |
| українська      | 644       | 96.41%   |
| російська       | 14        | 2.10%    |
| білоруська      | 9         | 1.35%    |
| інші/не вказали | 1         | 0.14%    |
| Усього          | 668       | 100%     |

## Об'єкти соціальної сфери
- Школа- Луценківська ЗОШ І-ІІІ ст., директор-Руденко Юрій Васильович

## Відомі люди
- Дзерин Антон Миколайович (1996—2017) — старший солдат Збройних сил України, учасник російсько-української війни[5].

## Галерея

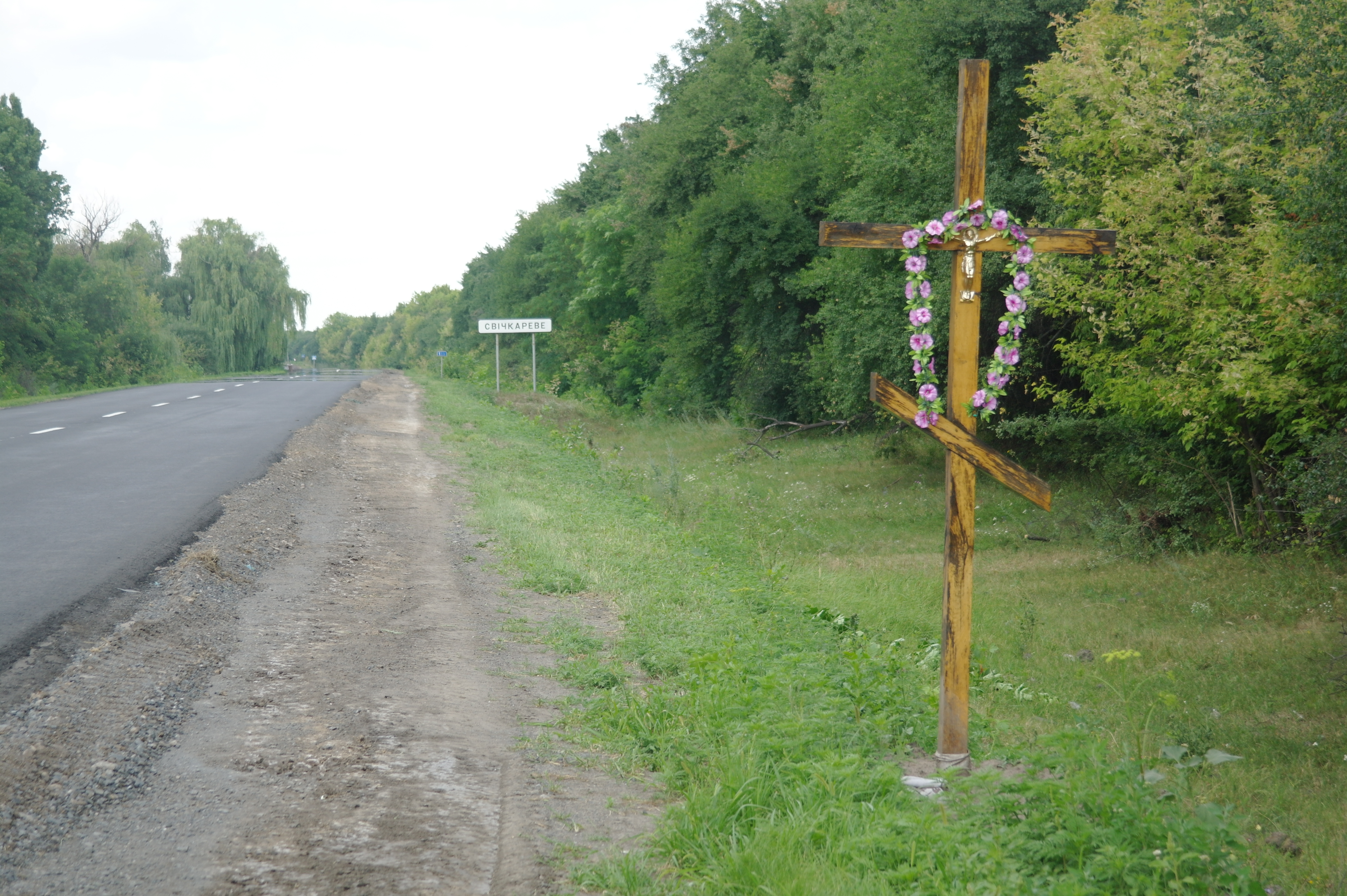
Село межує з трасою Київ - Дніпро
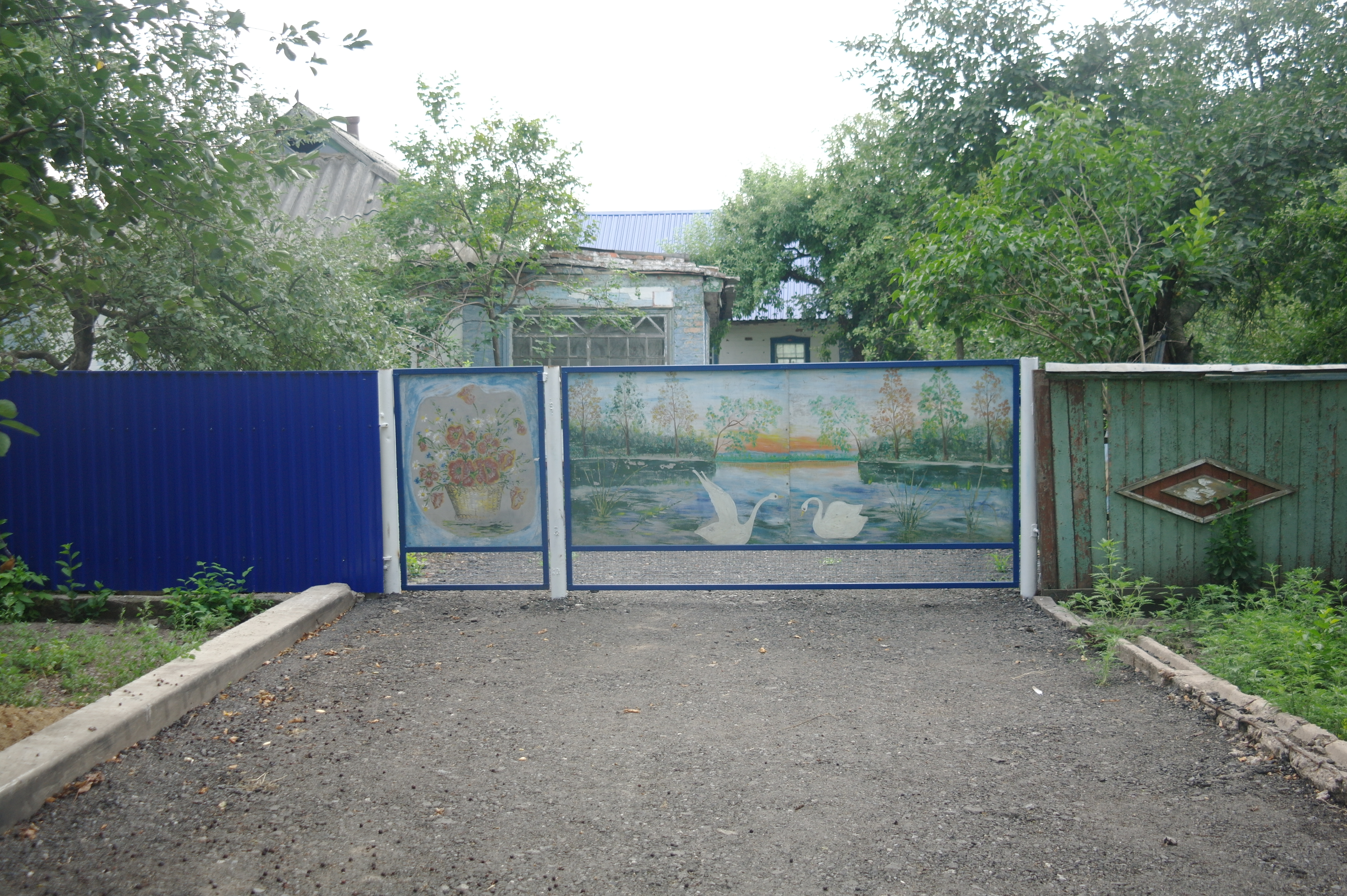
В'їзд до одного з будинків
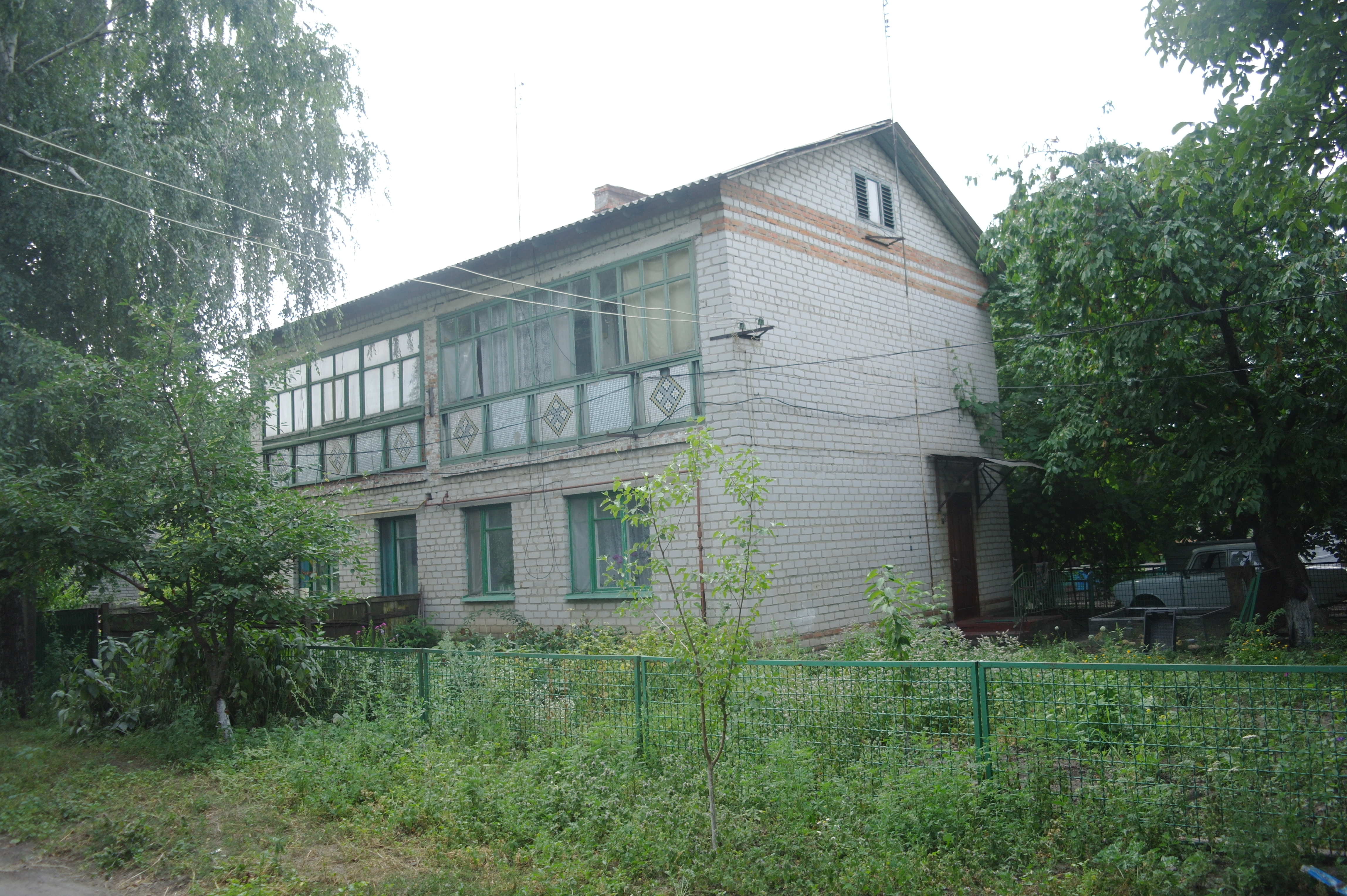
Типовий будинок села, що не є типовим для села
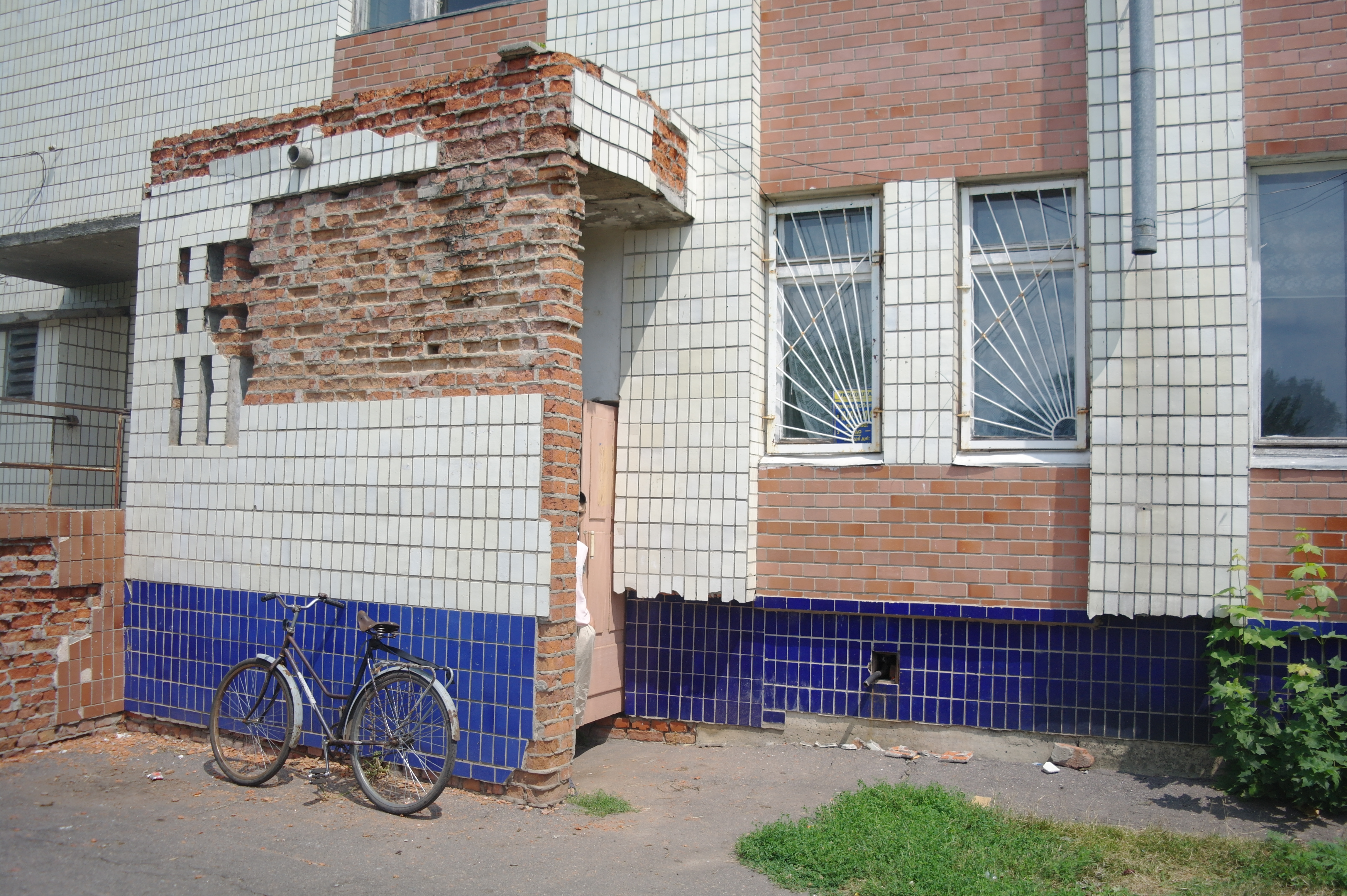
Укрпошта
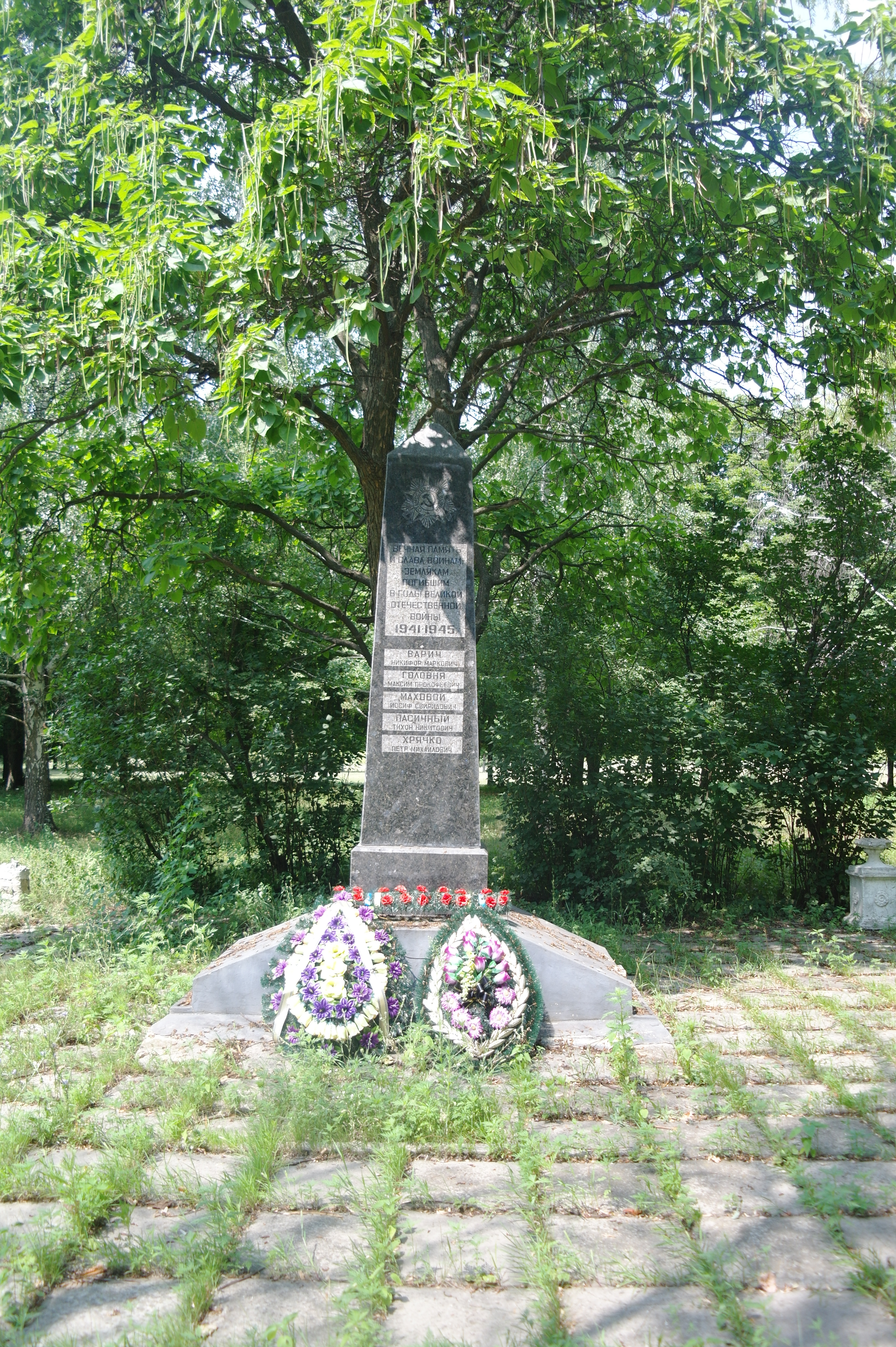
Пам'ятник
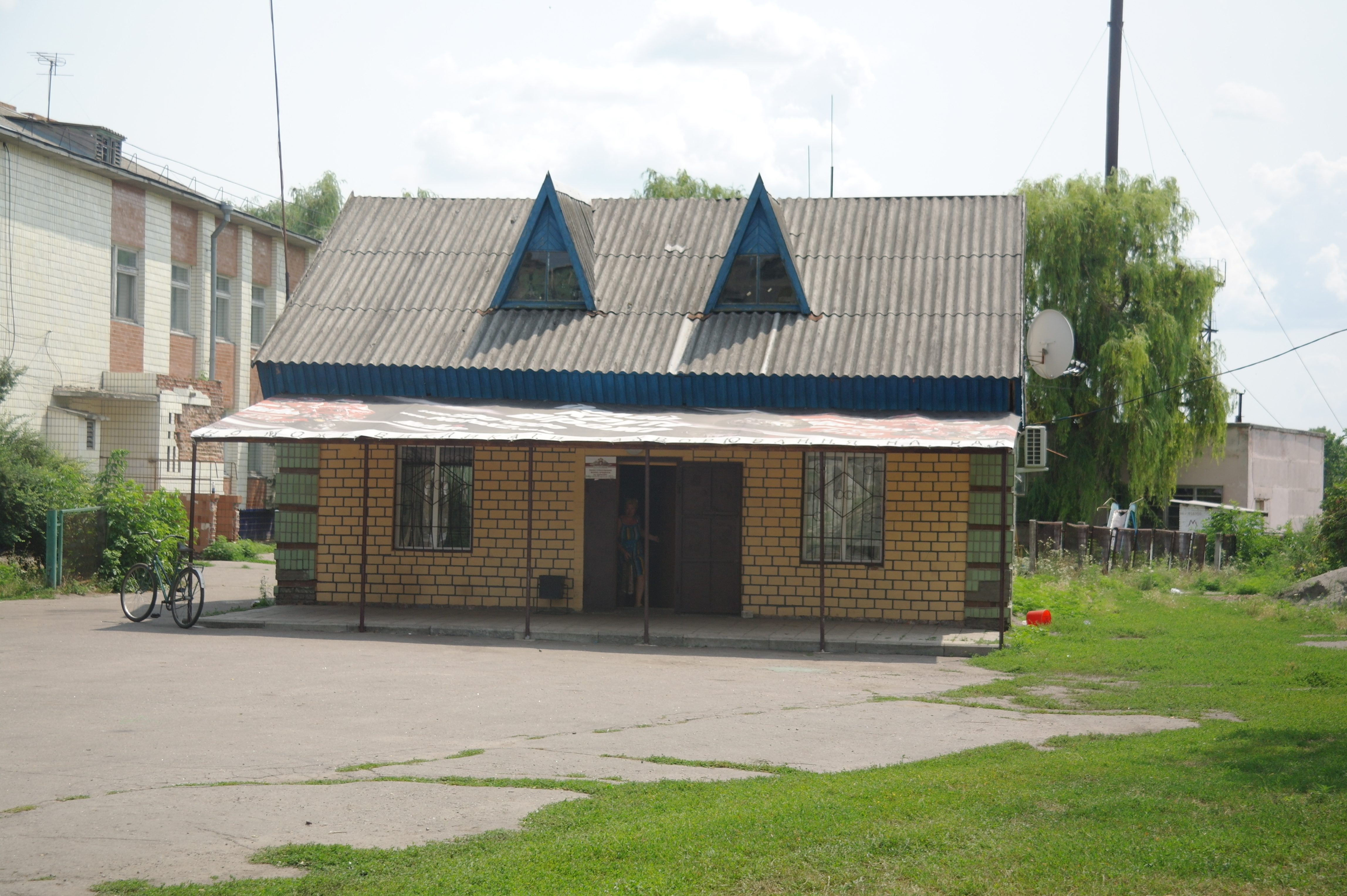
Магазин
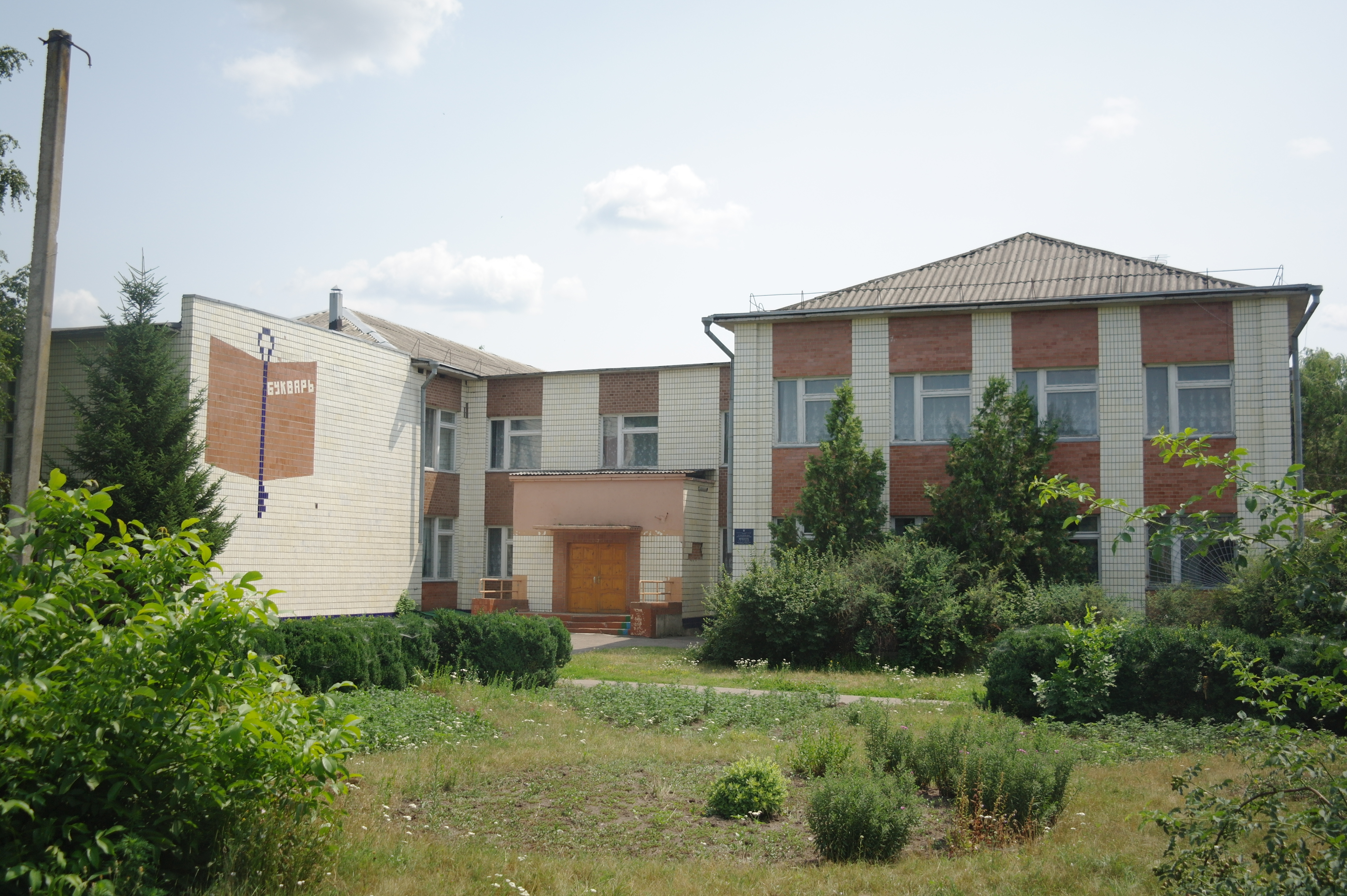
Свічкаревська школа 1-3 ступенів
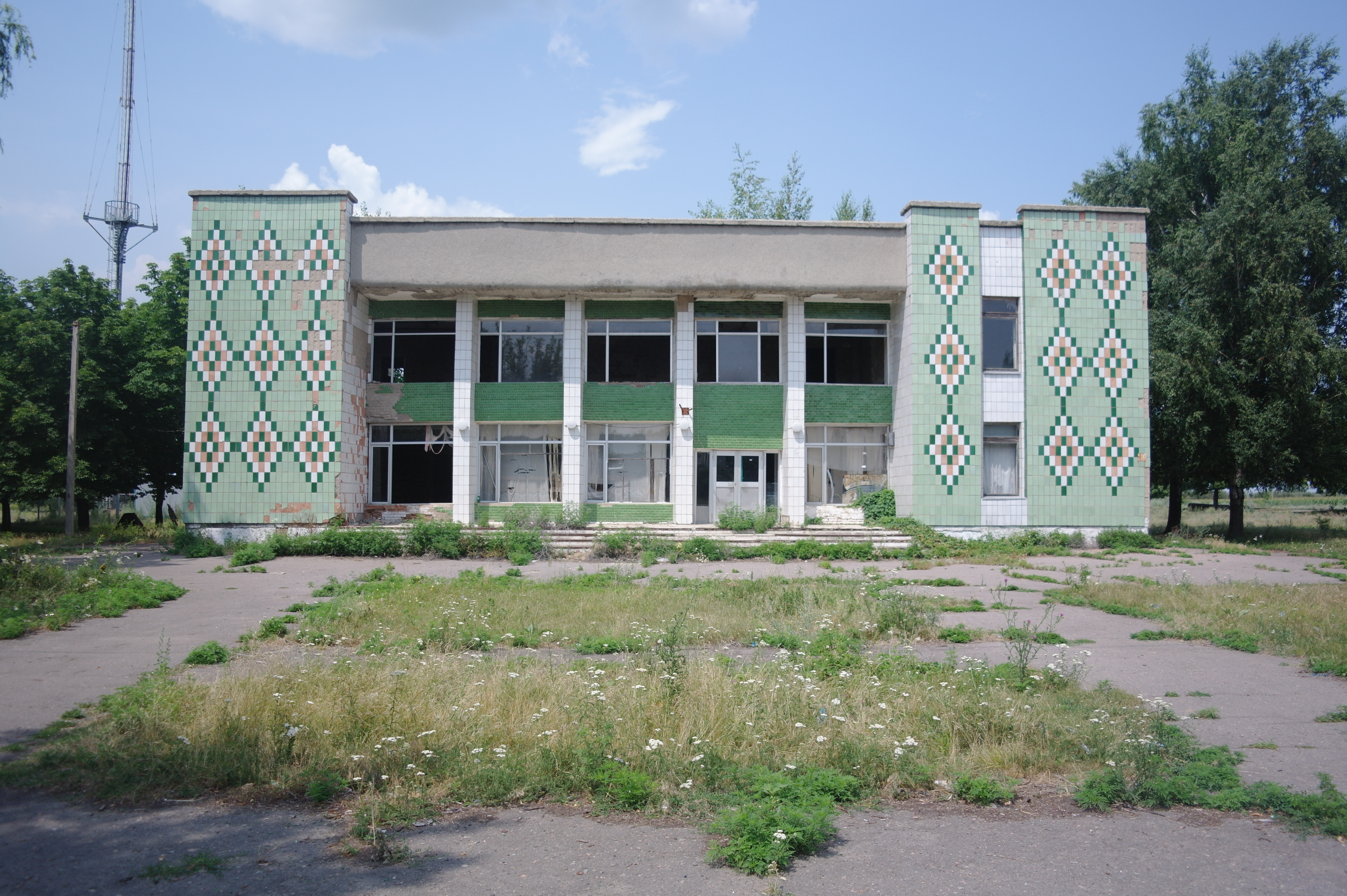
Сільський клуб
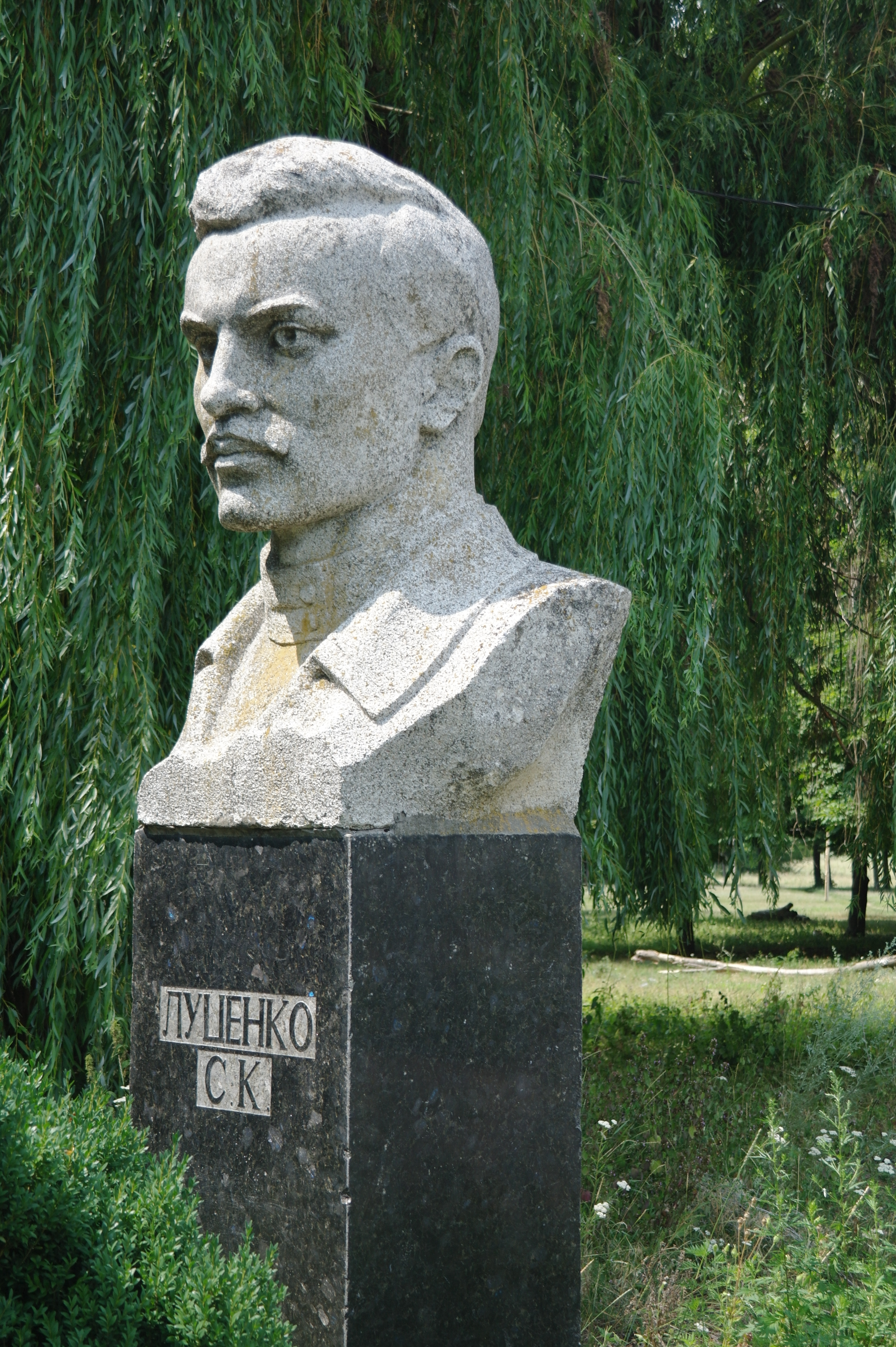
Пам'ятник Луценку
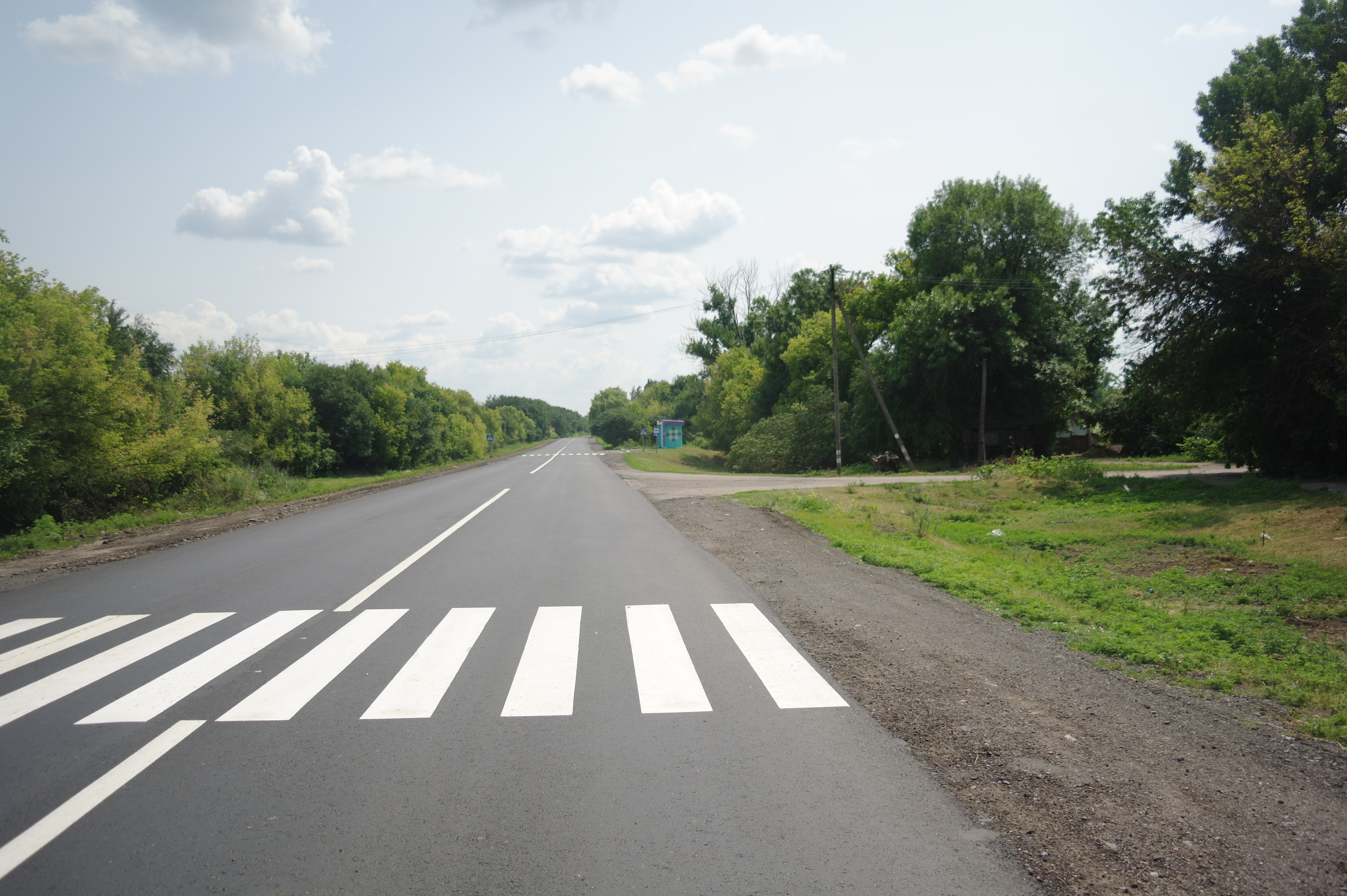
Село межує з трасою Київ - Дніпропетровськ, перехід
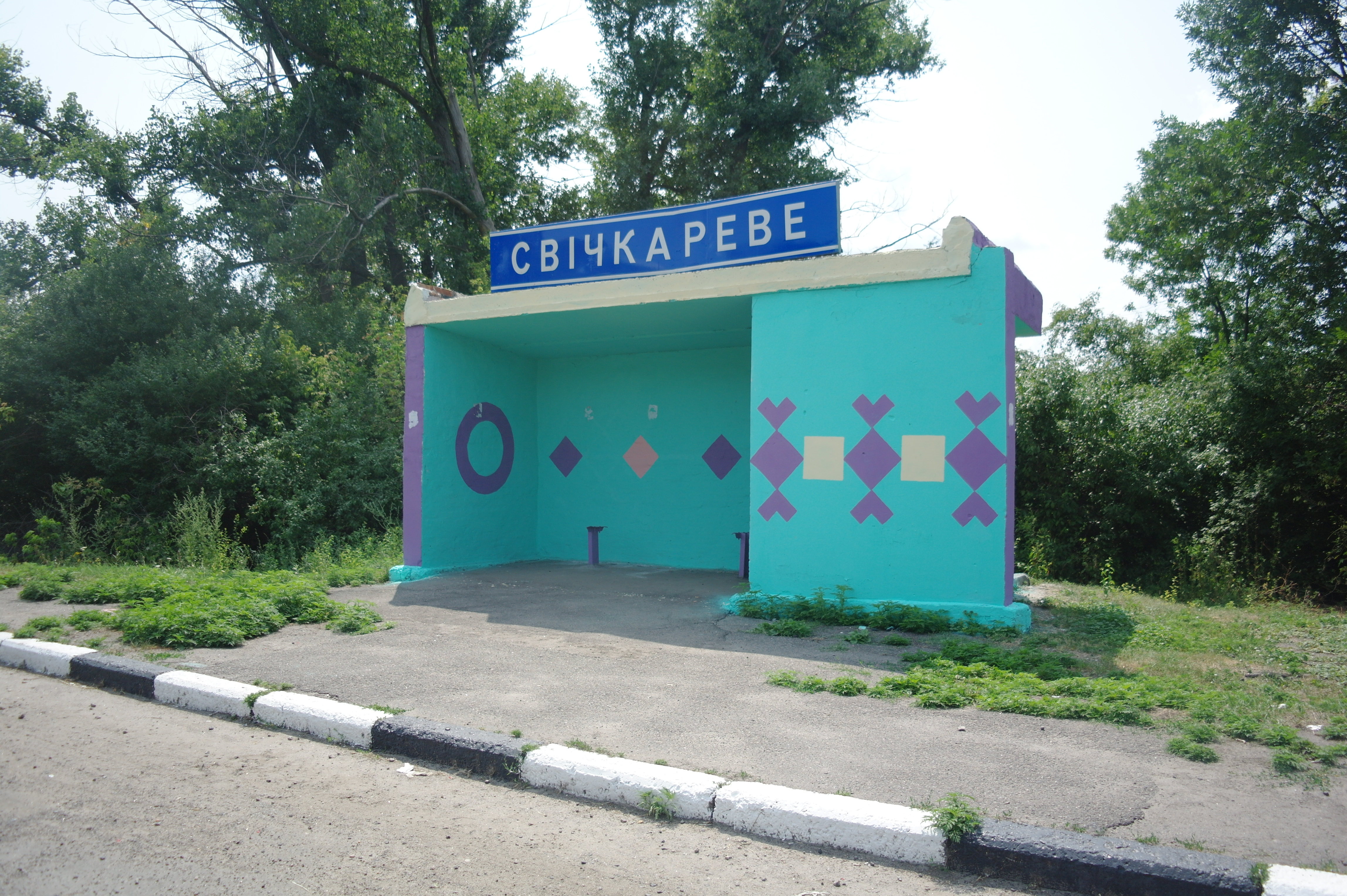
Зупинка на трасі
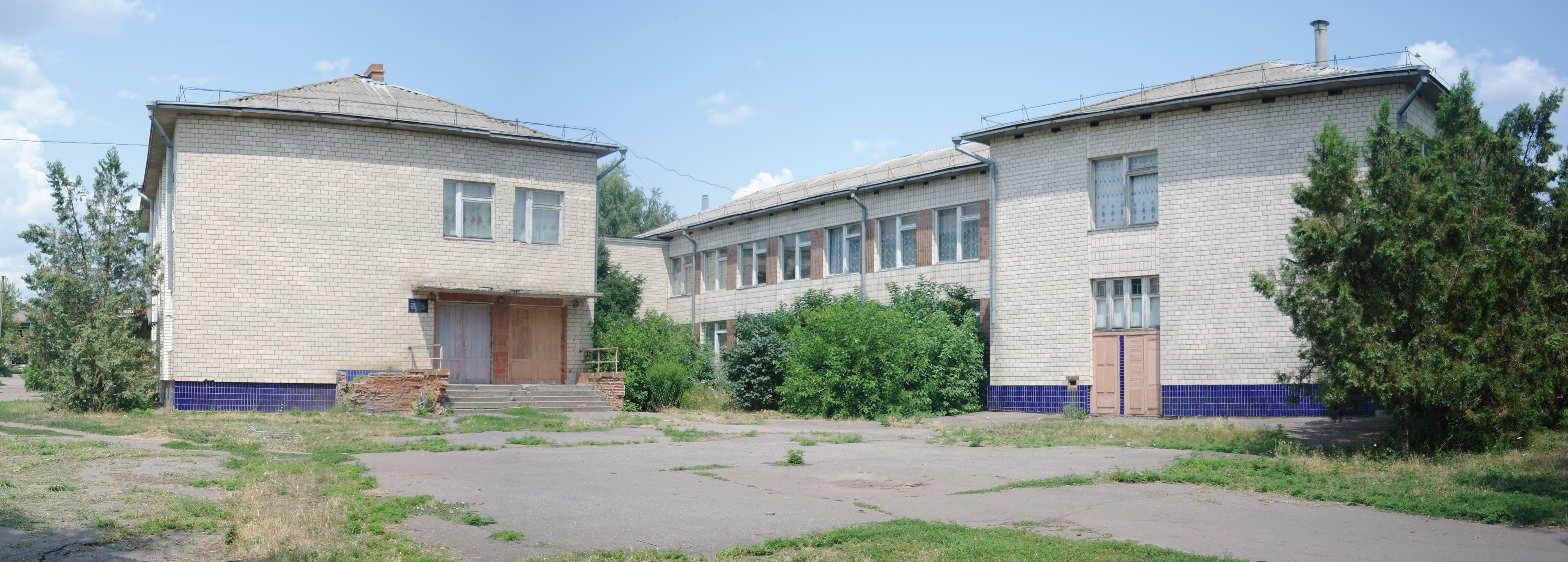
Фельдшерсько-акушерський пункт у дворі школи